# Calonotos tripunctata
Calonotos tripunctata är en fjärilsart som beskrevs av Druce 1898. Calonotos tripunctata ingår i släktet Calonotos och familjen björnspinnare. Inga underarter finns listade i Catalogue of Life.